# Cyclatemnus dolosus
Espèce
Cyclatemnus dolosus est une espèce de pseudoscorpions de la famille des Atemnidae.

## Distribution
Cette espèce se rencontre en Afrique du Sud et au Zimbabwe.

## Description
Les mâles mesurent de 4,3 à 4,5 mm et les femelles de 5,5 à 6 mm.

## Publication originale
- Beier, 1964 : Weiteres zur Kenntnis der Pseudoscorpioniden-Fauna des südlichen Afrika. Annals of the Natal Museum, vol. 16, p. 30-90 (texte intégral).